# Temporada 2017-18 da Liga Adriática de Basquetebol
A Temporada 2017-18 da Liga Adriática de Basquetebol será a 17ª temporada da competição regional masculina que congrega clubes da ex-Jugoslávia (Sérvia, Croácia, Bósnia e Herzegovina, Montenegro, Eslovénia e República da Macedónia. O torneio é organizado pela entidade privada ABA Liga Jtd.
A equipe do Partizan é historicamente o maior campeão, porém seu rival Estrela Vermelha busca o tetra campeonato.

## Equipes participantes
| Clube            | Localização       | Arena                           | Capacidade | Treinador          |
| ---------------- | ----------------- | ------------------------------- | ---------- | ------------------ |
| Budućnost VOLI   | Podgorica         | Centro Esportivo Morača         | 4.300      | Aleksandar Džikić  |
| Cedevita Zagreb  | Zagreb            | Dom Sportova                    | 3.100      | Jure Zdovc         |
| Cibona Zagreb    | Zagreb            | Dražen Petrović Basketball Hall | 5.400      | Slobodan Subotić   |
| Estrela Vermelha | Belgrado          | Aleksandar Nikolić Hall         | 5.878      | Dušan Alimpijević  |
| FMP              | Belgrado          | Železnik Hall                   | 3.000      | Vladimir Jovanović |
| Igokea           | Laktaši           | Laktaši Sports Hall             | 3.050      | Dragan Gajić       |
| Mega Bemax       | Sremska Mitrovica | Pinki Hall                      | 3.000      | Dejan Milojević    |
| Mornar Bar       | Bar               | Topolica Sport Hall             | 2.625      | Mihailo Pavićević  |
| MZT Skopje       | Escópia           | Jane Sandanski Arena            | 7.500      | Aleksandar Todorov |
| Partizan NIS     | Belgrado          | Aleksandar Nikolić Hall         | 5.878      | Dragan Todorić     |
| Petrol Olimpija  | Liubliana         | Arena Stožice                   | 12.480     | Gašper Okorn       |
| Zadar            | Zadar             | Krešimir Ćosić Hall             | 7.847      | Aramis Naglić      |

## Temporada Regular
| Casa\Visitante   | BUD   | CED    | CIB    | EST    | FMP   | IGO     | MEG   | MOR   | MZT    | PAR    | OLI    | ZAD     |
| ---------------- | ----- | ------ | ------ | ------ | ----- | ------- | ----- | ----- | ------ | ------ | ------ | ------- |
| Budućnost VOLI   |       | 66-60  | 71-62  | 92-86  | 87-64 | 81-59   | 84-64 | 79-70 | 104-62 | 86-79  | 88-66  | 87-85   |
| Cedevita Zagreb  | 76-71 |        | 91-68  | 79-74  | 74-67 | 79-84   | 75-73 | 99-74 | 77-65  | 85-75  | 84-60  | 102-101 |
| Cibona Zagreb    | 87-93 | 100-94 |        | 87-93  | 84-85 | 87-86   | 95-93 | 79-82 | 77-92  | 74-90  | 96-85  | 78-80   |
| Estrela Vermelha | 75-79 | 82-66  | 107-69 |        | 84-77 | 85-80   | 90-80 | 88-77 | 112-73 | 86-74  | 80-76  | 97-67   |
| FMP              | 76-93 | 71-80  | 99-79  | 77-100 |       | 95-73   | 96-88 | 79-84 | 100-72 | 83-71  | 81-86  | 91-76   |
| Igokea           | 96-94 | 61-69  | 63-57  | 76-82  | 75-65 |         | 82-89 | 79-83 | 99-108 | 67-74  | 86-78  | 94-92   |
| Mega Bemax       | 83-94 | 77-81  | 95-88  | 85-90  | 74-72 | 99-87   |       | 91-70 | 106-77 | 89-102 | 77-86  | 71-73   |
| Mornar Bar       | 87-81 | 89-94  | 78-82  | 74-82  | 73-81 | 87-83   | 87-83 |       | 106-75 | 83-81  | 101-81 | 80-70   |
| MZT Skopje       | 71-93 | 64-85  | 76-83  | 58-92  | 67-72 | 68-77   | 76-92 | 69-72 |        | 92-89  | 55-96  | 80-85   |
| Partizan NIS     | 94-83 | 82-92  | 80-69  | 84-100 | 87-84 | 111-104 | 89-73 | 93-98 | 112-94 |        | 77-78  | 95-87   |
| Petrol Olimpija  | 79-88 | 65-64  | 78-80  | 73-82  | 73-64 | 95-93   | 69-76 | 64-67 | 94-85  | 89-87  |        | 90-85   |
| Zadar            | 78-69 | 76-92  | 79-73  | 76-88  | 83-77 | 82-76   | 95-91 | 77-93 | 105-80 | 97-104 | 97-77  |         |

## Tabela de Classificação
| Pos. | Clube            | J  | V  | D  | P+ : P- (dif)    | Classificação |
| ---- | ---------------- | -- | -- | -- | ---------------- | ------------- |
| 1    | Estrela Vermelha | 22 | 19 | 3  | 1955:1679 (+276) | Playoffs      |
| 2    | Budućnost VOLI   | 22 | 17 | 5  | 1863:1661 (+202) | Playoffs      |
| 3    | Cedevita Zagreb  | 22 | 17 | 5  | 1798:1645 (+153) | Playoffs      |
| 4    | Mornar Bar       | 22 | 14 | 8  | 1825:1790 (+35)  | Playoffs      |
| 5    | Partizan NIS     | 22 | 11 | 11 | 1936:1893 (+43)  |               |
| 6    | Zadar            | 22 | 10 | 12 | 1846:1885 (-39)  |               |
| 7    | Petrol Olimpija  | 22 | 10 | 12 | 1738:1793 (-55)  |               |
| 8    | FMP              | 22 | 9  | 13 | 1756:1763 (-7)   |               |
| 9    | Mega Bemax       | 22 | 8  | 14 | 1849:1858 (-9)   |               |
| 10   | Igokea           | 22 | 7  | 15 | 1782:1876 (-94)  |               |
| 11   | Cibona Zagreb    | 22 | 7  | 15 | 1754:1890 (-136) |               |
| 12   | MZT Skopje       | 22 | 3  | 19 | 1659:2028 (-369) | Rebaixado     |

## Playoffs
|  | Semifinais | Semifinais       | Semifinais     |   |  | Final            | Final | Final |
|  |            |                  |                |   |  |                  |       |       |
|  |            | Estrela Vermelha | 2              |   |  |                  |       |       |
|  |            | Mornar Bar       | 1              |   |  |                  |       |       |
|  |            |                  |                |   |  | Estrela Vermelha | 1     |       |
|  |            |                  | Budućnost VOLI | 3 |  |                  |       |       |
|  |            | Budućnost VOLI   | 2              |   |  |                  |       |       |
|  |            | Cedevita         | 1              |   |  |                  |       |       |

| Time 1           | Série | Time 2         | 1º Jogo | 2º Jogo | 3º Jogo | 4º Jogo | 5º Jogo |
| ---------------- | ----- | -------------- | ------- | ------- | ------- | ------- | ------- |
| Estrela Vermelha | 1-3   | Budućnost VOLI | 76-80   | 59-59   | 77-78   | 73-77   |         |

## Campeões
| ABA Liga 2017-18 Campeões |
| ------------------------- |
| Budućnost VOLI 1º Título  |

## Clubes da Liga Adriática em competições europeias
| Clube            | Competição        | Resultado                                      |
| ---------------- | ----------------- | ---------------------------------------------- |
| Estrela Vermelha | EuroLiga          | Temporada regular (11v-19d 14º colocado)       |
| Cedevita         | EuroCopa          | Top 16 (5v-11d 4º colocado no Gr.G)            |
| Budućnost        | EuroCopa          | Quartas de finais - eliminado por Darüşşafaka  |
| Partizan         | EuroCopa          | Temporada regular (1v-9d 6º colocado no Gr.C)  |
| Olimpija         | Liga dos Campeões | Temporada regular (4v-10d 7º colocado no Gr.C) |
| Mornar           | Liga dos Campeões | Eliminado 2ªQ                                  |
| Cibona           | Copa Europeia     | -                                              |
| Mornar           | Copa Europeia     | em andamento                                   |